# Marcel Mouloudji
Marcel André Mouloudji (16 de septiembre de 1922, París - 14 de junio de 1994, Neuilly-sur-Seine), fue un cantautor y actor cinematográfico francés.

## Biografía
Después de la guerra, empezó a darse a conocer en los cabarets del barrio parisino de Saint-Germain-des-Prés, interpretando Le Déserteur de Boris Vian y canciones de Jacques Prévert y Joseph Kosma, entre otras. Su primer éxito fue La Complainte des infidèles.
En 1953 consiguió el Grand Prix du Disque y el premio de la Academia Charles-Cros. Al año siguiente grabó una de sus canciones más conocidas, Un jour tu verras. 
Estuvo casado con Louise Fouquet desde 1943 hasta 1969. Su última compañera fue Lilianne Patrick. Tuvo dos hijos: Grégory y Annabelle. 
En 1970, actuó en el Théâtre de la Porte-Saint-Martin en la comedia musical "La Neige en été", con Nicole Croisille y Régine.
En 1976, grabó con el acordeonista Marcel Azzola una antología de vals musette, Et ça tournait. En 1980 publicó el álbum Inconnus Inconnues y actuó en innumerables conciertos en todo el país. 
Su último recital fue en abril de 1994 cerca de Nancy. 
Falleció el 14 de junio de 1994 y su tumba está en el Cementerio del Père-Lachaise de París.

## Algunas de sus canciones más conocidas
- La Complainte des infidèles, letra de Carlo Rim y música de Georges van Parys.
- Comme un p'tit coquelicot, letra de Raymond Asso y música de Claude Valéry.
- Le Déserteur, letra de Boris Vian y música de Harold Berg.
- Un jour, tu verras, letra de Mouloudji y música de Georges van Parys.